# Hyperythra metabolis
Hyperythra metabolis är en fjärilsart som beskrevs av Turner 1904. Hyperythra metabolis ingår i släktet Hyperythra och familjen mätare. Inga underarter finns listade i Catalogue of Life.